# 배릿 오브 윔폴 스트리트
《배럿 오브 윔폴 스트리트》(The Barretts Of Wimpole Street, 윔폴가의 배럿 일가)는 미국에서 제작된 시드니 프랭클린 감독의 1934년 드라마, 멜로/로맨스 영화이다. 노마 시어러 등이 주연으로 출연하였고 어빙 솔버그 등이 제작에 참여하였다. 이 영화는 아카데미 작품상 후보에 지명되었고 시어러는 아카데미 여우주연상 후보에 지명되었다.
이 영화는 1930년에 발표된 동명 희극에 기반을 둔다. 감독 시드니 프랭클린은 1957년 제니퍼 존스, 존 길구드 등을 기용해 동명의 개작 《슬픔아 영원히》를 만들었다.

## 출연

### 주연
- 노마 시어러 - 엘리자베스 배럿 브라우닝 역
- 프레드릭 마치 - 로버트 브라우닝 역
- 찰스 로턴

### 조연
- 모린 오설리번
- 캐서린 알렉산더
- 랠프 포브스
- 매리언 클레이턴 앤더슨
- 이언 울프
- 퍼디넌드 무니에이
- 우나 오코너
- 리오 G. 캐럴
- 버넌 다우닝
- 네빌 클라크
- 매슈 스미스
- 피터 홉스
- 로든 애덤스
- 윈터 홀
- 조지 커비

## 기타
- 조감독: 휴 보즈웰
- 의상: 에이드리안